# Dyops subdifferens
Dyops subdifferens là một loài bướm đêm trong họ Noctuidae.